# Bulbophyllum cirrhosum
Bulbophyllum cirrhosum là một loài phong lan thuộc chi Bulbophyllum.